# تپه و گورستان کانی کیسله شبرتو
تپه و قبرستان کانی کیسله شبرتو مربوط به هزاره اول قبل از میلاد است و در شهرستان بیجار، بخش چنگ الماس، روستای شبرتو واقع شده و این اثر در تاریخ ۱۰ دی ۱۳۸۱ با شمارهٔ ثبت ۶۸۲۵ به‌عنوان یکی از آثار ملی ایران به ثبت رسیده است.